# Bindo Maserati
Bindo Maserati (1883 - septiembre de 1980) fue un ingeniero automotriz y hombre de negocios italiano, conocido como gerente de Maserati y uno de los hermanos Maserati.

## Semblanza
Nacido en Voghera, fue mecánico en Isotta Fraschini (1910–32) donde se unió a su hermano Ettore. Ocasionalmente participó en competiciones automovilísticas, como las Mille Miglia de 1927 al volante de un Isotta Fraschini 8A SS con Aymo Maggi. Mientras que los otros hermanos fundaron la fábrica de bujías Maserati (1914) y después la fábrica de automóviles (1926), Bindo no se unió a la compañía hasta 1932, cuando asumió el cargo de gerente después de la muerte de su hermano Alfieri. Después de estar bajo la dirección de Adolfo Orsi (1937-1947), se trasladó con sus hermanos a Bolonia en 1947, donde refundaron su propia fábrica de automóviles con el nombre de O.S.C.A.. Murió allí en 1980.